# Uhelná komise
Uhelná komise je poradní orgán vlády České republiky, který byl zřízen v létě 2019. Měla by této vládě v maximální možné míře poskytovat konsensuální výstupy s ohledem na budoucí využití hnědého uhlí v České republice včetně všech souvisejících aspektů. Komise by měla určit harmonogram a způsob odklonu od spalování hnědého uhlí. Vznik této komise byl inspirován tzv. Uhelnou komisí (celým jménem Komise pro růst, strukturální změny a zaměstnanost) v Německu.
Komise dospěla ke třem základním variantám, mezi nimiž se rozhodovala - konec uhlí v roce 2033, 2038 a 2043. Na začátku prosince pak doporučila vládě ukončit těžbu a spalování uhlí v Česku v roce 2038. O závěrech Uhelné komise měla rozhodnout vláda dne 1. 2. 2021, ale nakonec své rozhodnutí odložila a rozhodla se pro projednání v mezirezortním připomínkovém řízení.

## Vznik komise
Uhelná komise byla zřízena usnesením vlády č. 565 ze dne 30. července 2019. Řídí se Statutem Uhelné komise, který byl schválen stejným usnesením vlády. Komise navázala na činnost Rady vlády pro energetickou a surovinovou strategii, která bez viditelných výsledků fungovala v letech 2014-2019.
Posledním členem dosazeným do komise v roli zástupce Výboru pro životní prostředí PSP ČR je Jan Zahradník. Jeho jmenování do této funkce se setkalo s největším odporem ze strany ekologických organizací. Terčem kritiky ze strany ekologických organizací je však složení komise jako celku, kvůli slabému zastoupení odborníků a zástupců občanské společnosti a převaze politiků a zástupců byznysu.

## Působnost komise
Úkolem komise jsou především:
- zhodnocení budoucích potřeb hnědého uhlí
- analýza možností budoucího odklonu od využití uhlí ve spalovacích zdrojích
- určení harmonogramu odklonu
- určení způsobů dosažení tohoto odklonu
- určení nákladů a dopadů odklonu od hnědého uhlí
- určení rizik odklonu a nástrojů k minimalizaci těchto rizik

Výstupy komise mají být ve finální verzi předloženy do 30. září 2020. Ministr průmyslu Havlíček očekává, že na základě dodaných výstupů by kabinet měl rozhodnout o dalším postupu do konce roku 2020.

## Složení komise
Komise má dle svého statutu 19 členů:
Předsedy komise jsou ministr průmyslu a obchodu a ministr životního prostředí.
Dále má komise 17 členů – zástupců následujících subjektů (stav k začátku prosince 2020):
- Ministerstva pro místní rozvoj (aktuálně David Koppitz)
- Ministerstva financí (aktuálně Ondřej Landa)
- Ministerstva práce a sociálních věcí (aktuálně Jiří Vaňásek)
- Českého báňského úřadu (aktuálně předseda ČBÚ Martin Štemberka)
- Konfederace zaměstnavatelských a podnikatelských svazů ČR (aktuálně Zdeněk Osner)
- Svazu průmyslu a dopravy ČR (aktuálně ředitel ČEZ a viceprezident SPD ČR Daniel Beneš)
- Hospodářské komory (aktuálně prezident HK Vladimír Dlouhý)
- Českomoravské konfederace odborových svazů (aktuálně 1. místopředseda Jaromír Franta)
- Nevládních neziskových organizací s hospodářským, environmentálním a sociálním zaměřením (do 4. prosince 2020[11] Jiří Koželouh ze Zeleného kruhu)
- Nevládních neziskových organizací s hospodářským, environmentálním a sociálním zaměřením (do 4. prosince 2020[11] Jan Rovenský z Greenpeace)
- Ústeckého kraje (aktuálně Petr Globočník, v minulosti Martin Klika)[12]
- Karlovarského kraje (aktuálně Jana Mračková Vildumetzová)[13]
- Moravskoslezského kraje (aktuálně Jakub Unucka)
- Poslanecké sněmovny ČR (předseda Podvýboru pro energetiku – aktuálně Pavel Pustějovský)
- Poslanecké sněmovny ČR (zástupce Výboru pro životní prostředí – aktuálně Jan Zahradník)
- Akademické sféry (aktuálně František Hrdlička z ČVUT)
- Akademické sféry (aktuálně Jiřina Jílková z UJEP)

Uhelná komise zřizuje pracovní skupiny
- pro harmonogram útlumu využívání uhlí v kontextu energetického mixu
- pro parametry útlumu využívání uhlí a související legislativu
- pro identifikací sociálních a ekonomických dopadů

## Zasedání a protestní akce

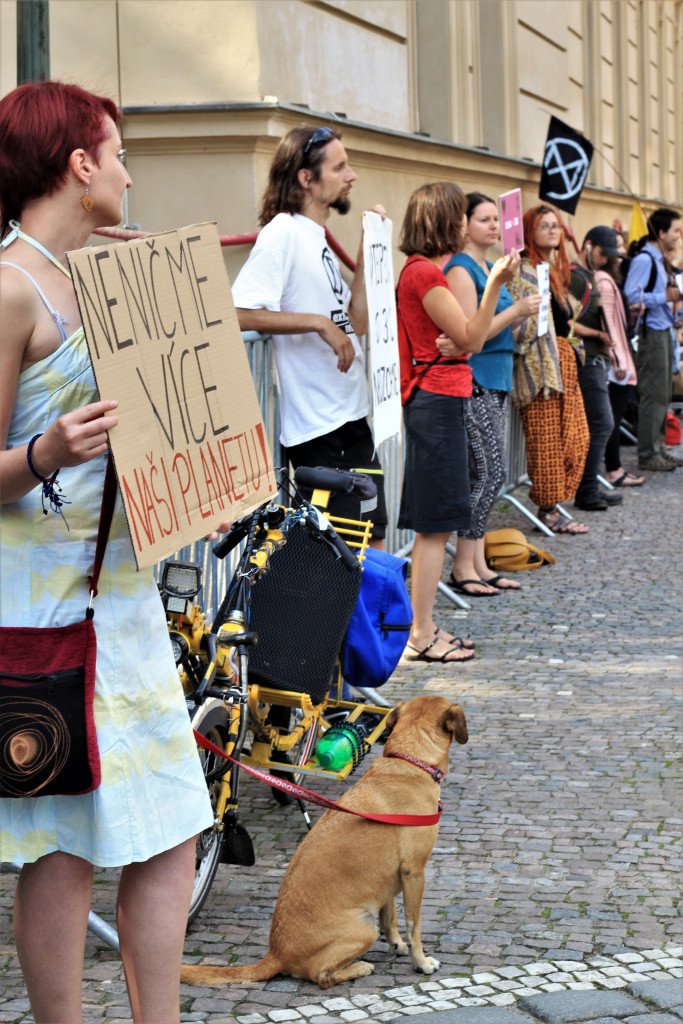
Tichý protest „Konec doby uhelné“ XR a FFF před Úřadem vlády ČR při zasedání uhelné komise. (srpen 2019)

Při příležitosti první schůze uhelné komise, která se konala 26. srpna 2019 na Úřadu vlády ČR, se před budovou Úřadu vlády v dopoledních hodinách k tichému protestu sešli členové a příznivci hnutí Extinction Rebellion a středoškolské organizace Fridays For Future. Přicházejícím členům komise předali požadavek na dosažení uhlíkové neutrality v ČR do roku 2025.
Obdobně druhá schůze uhelné komise byla cílem protestů aktivistů hnutí Extinction Rebellion.
Terčem protestů před budovou bylo i třetí zasedání uhelné komise 25. listopadu 2019. Souběžně pak proběhl protest aktivistů z hnutí Limity jsme my, jimž se podařilo proniknout do budovy sídla společnosti Severní energetická a z její střechy vyvěsit transparent upozorňující na roli této společnosti v celkové emisní bilanci České republiky.
Čtvrté zasedání komise mělo proběhnout 16. prosince 2019, nicméně bylo odloženo až na 13. ledna 2020. Před úřadem vlády protestoval zhruba 20 aktvistů organizace Extinction Rebellion. Součástí protestu byla také kritika potvrzení prodeje elektrárny Počerady uhlobaronovi Pavlovi Tykačovi a požadavek na ukončení těžby a spalování uhlí do roku 2030.
Páté zasedání mělo proběhnout v březnu 2020, kvůli pandemii covidu-19 ale došlo k omezení činnosti orgánu a další zasedání se odehrálo až 5. června. Odehrálo se v areálu elektrárny Prunéřov a jeho součástí bylo oznámení o ukončení provozu elektrárny Prunéřov I. k 30. červnu 2020. V souvislosti se zasedáním proběhl před elektrárnou protestní happening požadující urychlené ukončení využívání fosilních paliv. 

## Scénáře a konečné doporučení ke konci uhlí
Výstupem zasedání komise v lednu 2020 byla dohoda na přípravě tří základních možných scénářů odklonu od uhlí v Česku. Varianty se budou prověřovat pro roky 2030 až 2035, dále 2035 až 2045 a v nejpomalejším scénáři 2045 až 2050. Později došlo k vymezení tří základních scénářů – 2033, 2038 a 2043.
Na svém zasedání dne 4. prosince 2020 uhelná komise vládě doporučila ukončit těžbu a spalování uhlí v roce 2038. Tento termín ale podmínila výstavbou nového jaderného bloku v Dukovanech, s nímž počítá na rok 2036 a současně postupem transformace teplárenství. Kritici rozhodnutí poukazovali na to, že komise se rozhodla ještě před tím, než měla k dispozici připravované podklady pro své rozhodnutí. Ve vhodném termínu konce uhlí panoval rozpor mezi ministrem průmyslu a obchodu a dopravy Karlem Havlíčkem (preferovaný rok 2038) a ministrem životního prostředí Richardem Brabcem (preferovaný rok 2033). Jedná se o pozdější termín, než který byl schválen v řadě jiných zemí a vůbec jeden z nejpozdějších v rámci EU. Ke stejnému datu se zavázalo v předchozím roce také sousední Německo. Tam je nicméně konec uhlí spojen i s koncem jaderné energetiky.
Zástupci ekologických organizací v uhelné komisi, Jan Rovenský z Greenpeace a Jiří Koželouh z Hnutí Duha, jako protest proti zvolení pozdního termínu a údajnému autoritativnímu vedení orgánu z komise vystoupili. Důvod svého odchodu komentoval Jiří Koželouh v rozhovoru pro ČTK slovy "Dnešek ukázal, že se rozhoduje bez řádných podkladů. Komise je expertní poradní orgán a její doporučení musí být založeny na faktech. Dnešní rozhodnutí není v souladu s cílem chránit klima ani s ekonomickými studiemi."

## Stínová uhelná komise
V reakci na fungování uhelné komise byla na konci června 2020 představena také neoficiální stínová uhelná komise složená z odborníků a zástupců veřejnosti z těžebních regionů. Jejím cílem je podle jejích vyjádření dělat oponenturu vládní komisi a upozorňovat na nedostatečnou debatu na téma budoucnosti české energetiky. Jejími členy byli k 23. červnu 2020 Alexander Ač, Ondřej Císař, Jitka Češková, Jan Hollan, Jan Horáček, Tomáš Kábrt, Alena Klírová, Martin Madej, Eva Richter, Milan Smrž, Milan Starec a Iva Zvěřinová.